# Vreeburg (Wassenaar)
Vreeburg is een toren en rijksmonument in de Nederlandse plaats Wassenaar, provincie Zuid-Holland.

## Geschiedenis
In 1637 kocht Joachim van Mierop het goed Vreeburg. Hij liet het in 1643 na aan zijn dochter Elisabeth. Zij was getrouwd met Jean de Montmorency en hij liet op het goed een landhuis bouwen.
Vanaf de 18e eeuw nam het aanzien van Vreeburg af en verviel het landhuis tot een boerderij. Midden 19e eeuw kreeg baron Van Pallandt, eigenaar van het naastgelegen landgoed Duinrell, het goed Vreeburg in bezit en liet een toren bouwen tegen de oude boerderij aan.
In 1943 werd de boerderij afgebroken, waardoor de toren vrij kwam te staan. In 1986 is er weer een woning tegen de toren aan gebouwd.

## Beschrijving
De witgepleisterde toren is op een natuurlijke hoogte gebouwd in een historiserende, eclectische stijl en oogt als een donjon. Mogelijk was de toren als folly bedoeld. Vanuit Duinrell was er een zichtlijn naar de toren.
De toren telt twee bouwlagen en een kelder en wordt afgedekt door een tentdak met windvaan. Op de bel-etage is de herenkamer met schouw en een zoldering van eikenhouten balken. De schouw bevat tegels uit de 17e en 18e eeuw. 
Rondom de toren is een tuin met leilinden, lindenhagen en fruitbomen. De rozenstruiken houden verband met de vroegere parfumindustrie.